# Yūsaku Matsuda
Yūsaku Matsuda (jap. 松田優作 Matsuda Yūsaku; ur. 21 września 1949, zm. 6 listopada 1989) – japoński aktor. Zmarł 6 listopada 1989 na raka pęcherza moczowego.

## Filmografia

### Filmy
- 1973: Ōkami no monshō jako Haguro
- 1974: Tomodachi jako Komatsu
- 1974: Ryōma ansatsu jako Yūta
- 1974: Abayo dachi kō
- 1976: Hitogoroshi
- 1976: Bōryoku kyōshitsu
- 1977: Ningen no shōmei jako detektyw Kōichirō Munesue
- 1978: Mottomo kiken na yūgi jako Shōhei Narumi
- 1978: Satsujin yūgi jako Shōhei Narumi
- 1979: Midare karakuri
- 1979: Oretachi ni haka wa nai jako Katsuo Shima
- 1979: Yomigaeru kinrō jako Tetsuya Asakura
- 1979: Shokei yūgi jako Shōhei Narumi
- 1980: Rape Hunter: Nerawareta onna
- 1980: Bara no hyōteki jako gość hotelowy
- 1980: Yajū shisubeshi jako Kunihiko Date
- 1981: Yokohama BJ Blues jako BJ
- 1981: Kagerō-za jako Shungo Matsuzaki
- 1982: Haru ga kita (film TV)
- 1982: Shi no dangai (film TV)
- 1983: Rodzinna gra jako Katsu Yoshimoto
- 1983: Tantei monogatari jako Shūichi Tsujiyama
- 1984: Onna goroshi abura no jigoku jako Hyobei (film TV)
- 1985: Sorekara jako Daisuke Nagai
- 1986: A Homansu jako Kaze
- 1988: Arashi ga oka jako Onimaru
- 1988: Hana no ran jako Takeo Arishima
- 1989: Czarny deszcz jako Kogi Sato
- 1998: Yomigaeru Yūsaku: Tantei monogatari tokubetsu-hen jako Shunsaku Kudō

### Seriale
- 1989: Kareinaru tsuiseki
- 1984: Shin yumechiyo nikki jako Takao
- 1983: Nettaiya jako Eiji
- 1982–1983: Anchan jako Yamamoto
- 1982: Home Sweet Home (gościnie)
- 1982: Shin-jiken: Dr Stop jako Seiji Aizawa
- 1979–1980: Tantei monogatari jako Shunsaku Kudō
- 1978: Daitsuiseki (gościnie, ostatni odcinek)
- 1976–1978: Daitokai – Tatakai no hibi jako Isao Tokuyoshi
- 1976: Daitokai (gościnie)
- 1976: Saraba rōnin (gościnie)
- 1975: Oretachi no kunshō jako Yūji
- 1974: Akai meiro jako Jun
- 1973: Taiyō ni Hoero! jako Jun Shibata

## Nagrody i nominacje
Został czterokrotnie nominowany do Nagrody Japońskiej Akademii Filmowej w kategorii „najlepszy aktor”.